# ألفا روميو ماتا
ألفا روميو ماتا (بالإنجليزية: Alfa Romeo Matta)هي سيارة تم إنتاجها من قبل شركة ألفا روميو للسيارات الإيطالية.

## معرض صور

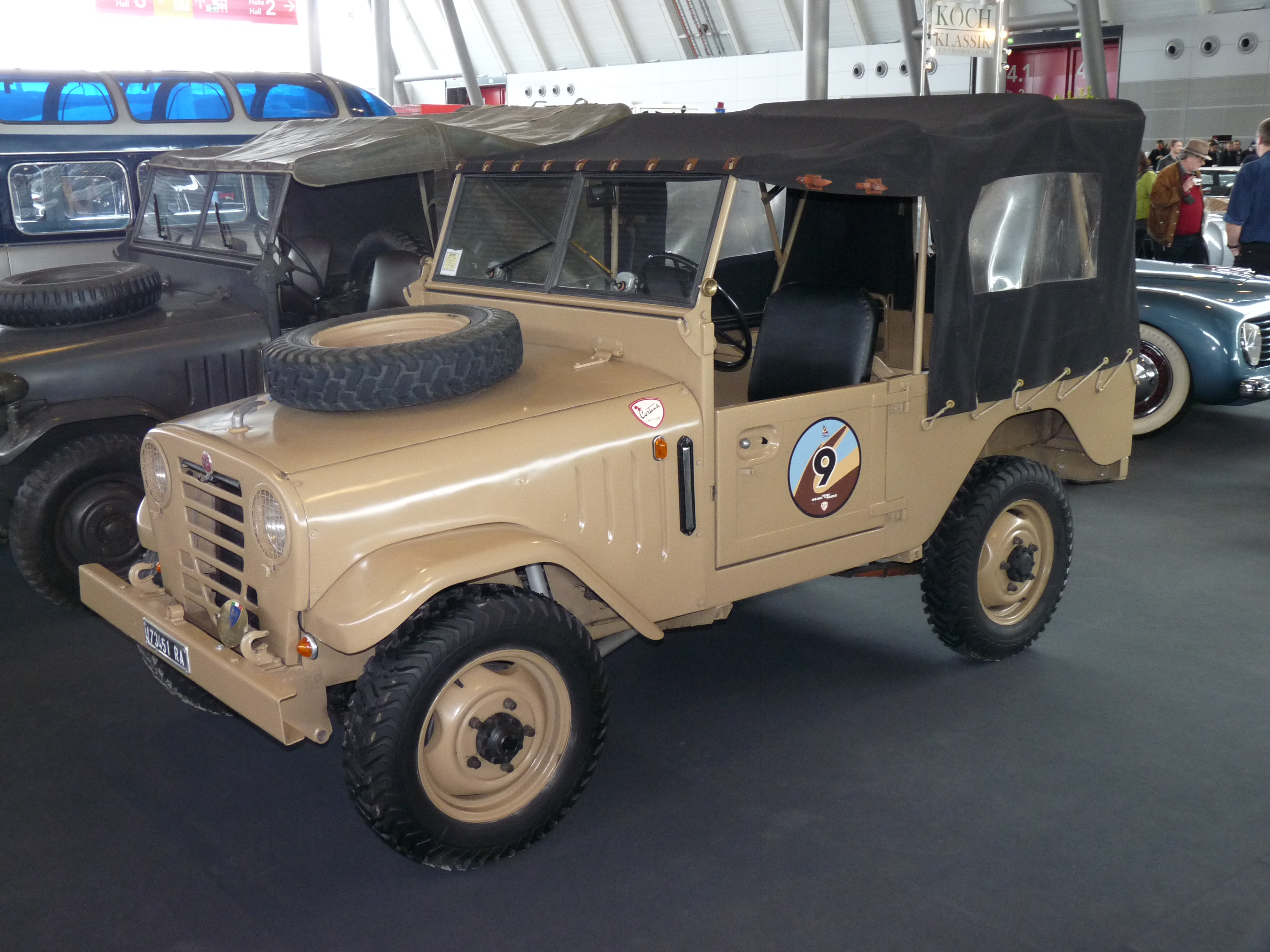
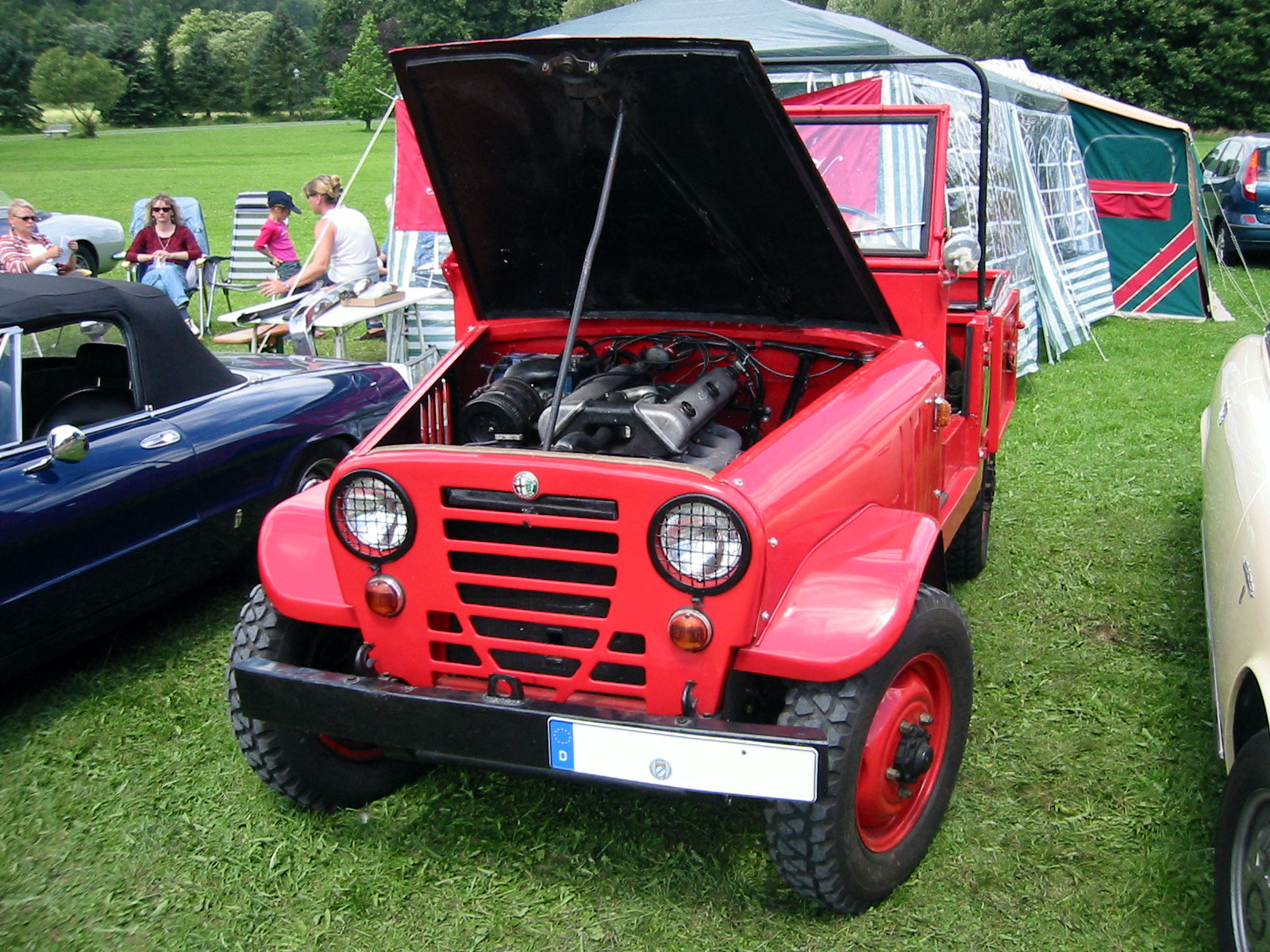
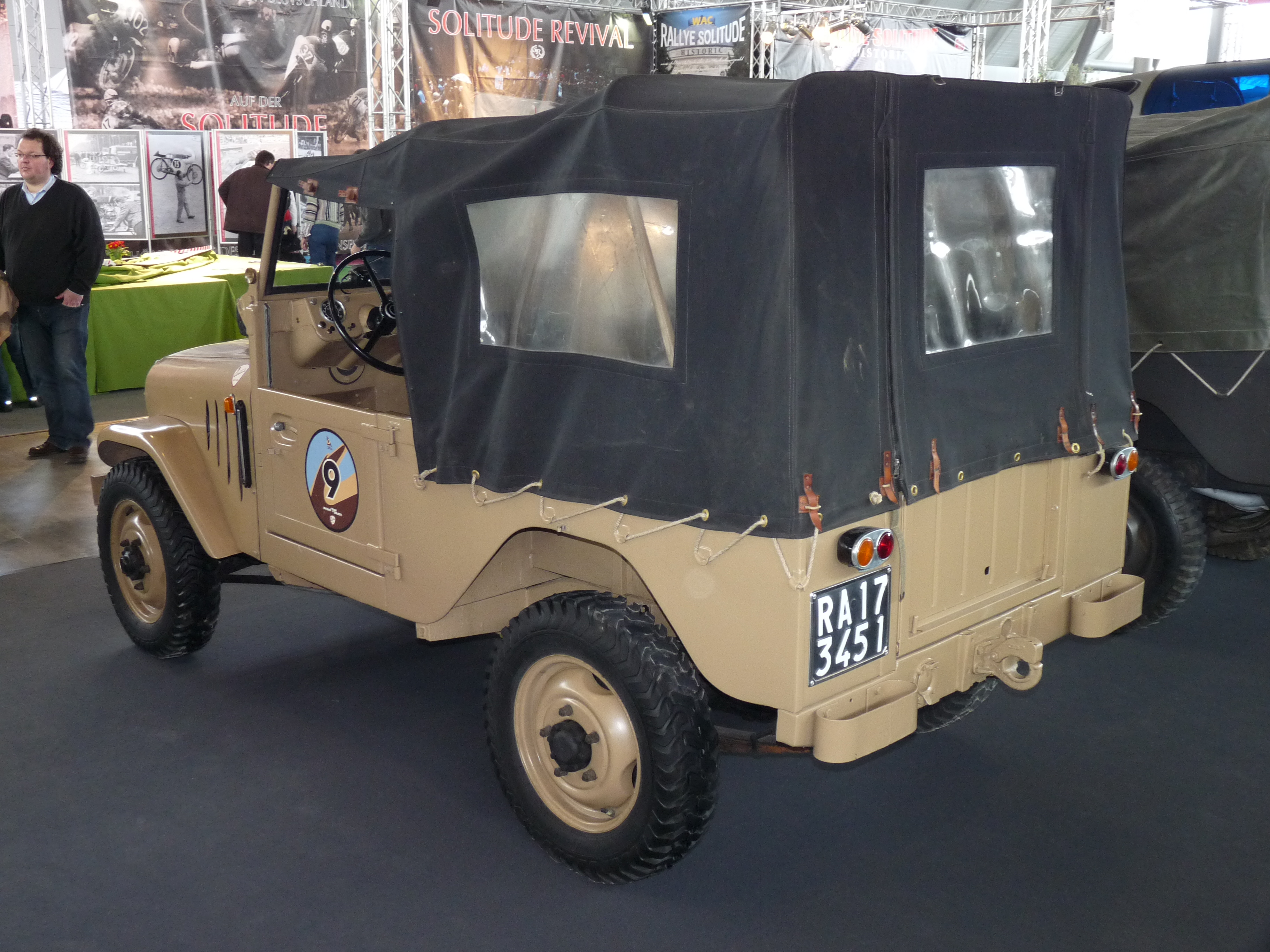